# 書劍恩仇錄 (2002年電視劇)
《書劍恩仇錄》，是一部2002年首播的中国大陆和台湾合拍的古装武侠剧，改编自香港著名作家金庸所著同名武侠小说《书剑恩仇录》，由唐人影视制作。 於2002年在台灣電視台中國電視公司首播。

## 角色
- 趙文卓 飾 陳家洛
- 關詠荷 飾 霍青桐
- 顏穎思 飾 喀絲麗
- 郭亮 飾 張召重
- 陳昭榮 飾 乾隆皇帝
- 呂良偉 飾 文泰來
- 陳孝萱 飾 駱冰
- 謝君豪 飾 余魚同
- 孫莉 飾 李沅芷
- 何貴林 飾 李可秀
- 陽光 飾 陸菲青
- 徐錦江 飾 陳正德
- 隋永清 飾 關明梅
- 梁家仁 飾 袁士霄
- 張鐵林 飾 萬亭
- 張巍 飾 無塵道人
- 吳越 飾 趙半山
- 郭常輝 飾 常赫志
- 金明 飾 常伯志
- 梁榮忠 飾 徐天宏
- 锺琴 飾 周綺
- 趙小左 飾 楊成協
- 賈延鵬 飾 衛春華
- 毛虎 飾 章俊
- 過齊鳴 飾 石雙英
- 車根 飾 蔣四根
- 李慶祥 飾 周仲英
- 王小紅 飾 周綺母親
- 馮鵬飛 飾 心硯
- 德力格爾 飾 木卓倫
- 張洪銘 飾 霍阿伊
- 鄭佩佩 飾 崇慶皇太后
- 奚紅 飾 孝賢純皇后
- 徐路 飾 玉如意
- 盧勇 飾 白振
- 孫長江 飾 兆惠